# Zwitserse strip

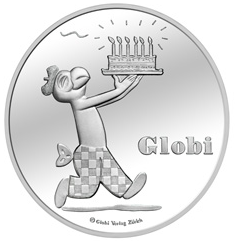
Herdenkingsmunt met Globi

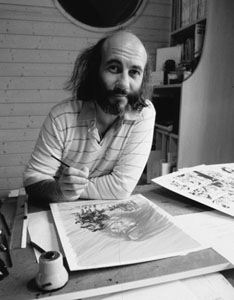
Stripauteur Derib

De Zwitserse strip is het geheel van beeldverhalen gemaakt door Zwitserse auteurs en beeldverhalen bestemd voor Zwitserse markt. Vooral de Franstalige stripauteurs uit Zwitserland genieten internationale bekendheid: Derib, Cosey, Daniel Ceppi, Zep of Frederik Peeters.

## Geschiedenis
Een van de grondleggers van het stripverhaal was een Zwitser. Rodolphe Töpffer uit Genève legde in de 19e eeuw de theoretische en praktische grondlijnen van het stripverhaal vast.
In de jaren 1930 was het stripverhaal al populair bij de Zwitserse jeugd. Een iconische kinderstrip was Globi, een stripfiguur die oorspronkelijk is ontstaan als marketing voor de warenhuisketen Globus. Deze stripfiguur is nog steeds bekend in heel Zwitserland en behoort tot het nationale culturele erfgoed. Papa Moll was een andere populaire kinderstrip.
Maar op stripgebied bestond de culturele grenslijn tussen de Duitse en Franse taalgemeenschappen (de Röstigraben) evengoed. De Duitstalige striplezers waren voor de Tweede Wereldoorlog voornamelijk gericht op de Duitse strips. Toen de Duitse strip zwarte jaren meemaakte tijdens en na de oorlog, had dit hetzelfde gevolg in de Duitstalige gebieden in Zwitserland. Pas vanaf de jaren 1970 ontstond in Zurich een nieuwe stripscène met het stripblad Strapazin en uitgeverij Moderne. Een nieuwe naam van na 2000 is Thomas Ott.
Franstalig Zwitserland was gericht op de veel grotere Franse stripmarkt, en bij uitbreiding ook de Belgische. Het heeft Zwitserland ontbroken aan een eigen grote stripuitgeverij waardoor er zich geen eigen grafische school heeft kunnen ontwikkelen. De Franstalige Zwitserse tekenaars sloten aan bij de grotere Franse of Belgische stripmarkt. Enkele Zwitserse tekenaars als Derib en Cosey kunnen worden gerekend bij de belangrijkste Franstalige stripauteurs van hun generatie. Rond deze tekenaars, Derib (Buddy Longway), Cosey (Jonathan) maar ook Ceppi (Stefan), leek zich in de jaren 1970-1980 een eigen Zwitserse stripschool te ontwikkelen, met meer persoonlijke verhalen dan toen gebruikelijk was. Maar er kwam geen navolging.

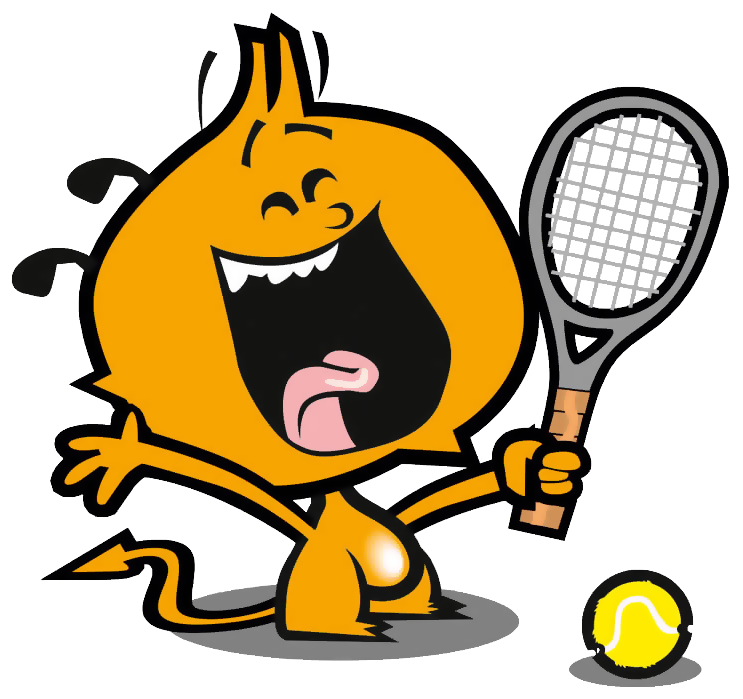
Nelson van Bertschy

De striptentoonstelling Nouvelles émergences in 1995 in Genève plaatste een nieuwe generatie Zwitserse stripauteurs op het voorplan. Daarnaast was er het grote, internationale succes van Zep, met zijn humoristische strips zoals Titeuf. Na 2000 volgden onder anderen Pierre Wazem (Koma), Christophe Bertschy (Nelson) en Tom Tirabosco.

## Culturele erkenning
Het grootste stripfestival van Franstalig Zwitserland was het festival van Sierre, dat na 21 jaar failliet ging in 2004. Andere festivals kwamen in de plaats, BD-Fil (Lausanne), BDMania (Belfaux) of het tweetalig stripfestival van Morat. Er kwamen ook stripprijzen: De Töpffer-prijs en de Internationale prijs van de stad Genève. Verder zijn er het Centre BD in Lausanne met een collectie van meer dan 200.000 stukken (albums, tekeningen) en het Cartoon-museum in Basel.